# Municipio de Oregon (condado de Starke)
El municipio de Oregon (en inglés: Oregon Township) es un municipio ubicado en el condado de Starke en el estado estadounidense de Indiana. En el año 2010 tenía una población de 3367 habitantes y una densidad poblacional de 35,99 personas por km².

## Geografía
El municipio de Oregon se encuentra ubicado en las coordenadas 41°23′15″N 86°31′20″O / 41.38750, -86.52222. Según la Oficina del Censo de los Estados Unidos, el municipio tiene una superficie total de 93.56 km², de la cual 92,34 km² corresponden a tierra firme y (1,3 %) 1,22 km² es agua.

## Demografía
Según el censo de 2010, había 3367 personas residiendo en el municipio de Oregon. La densidad de población era de 35,99 hab./km². De los 3367 habitantes, el municipio de Oregon estaba compuesto por el 97,15 % blancos, el 0,06 % eran afroamericanos, el 0,24 % eran amerindios, el 0,12 % eran asiáticos, el 1,01 % eran de otras razas y el 1,43 % eran de una mezcla de razas. Del total de la población el 2,47 % eran hispanos o latinos de cualquier raza.